# Sercial

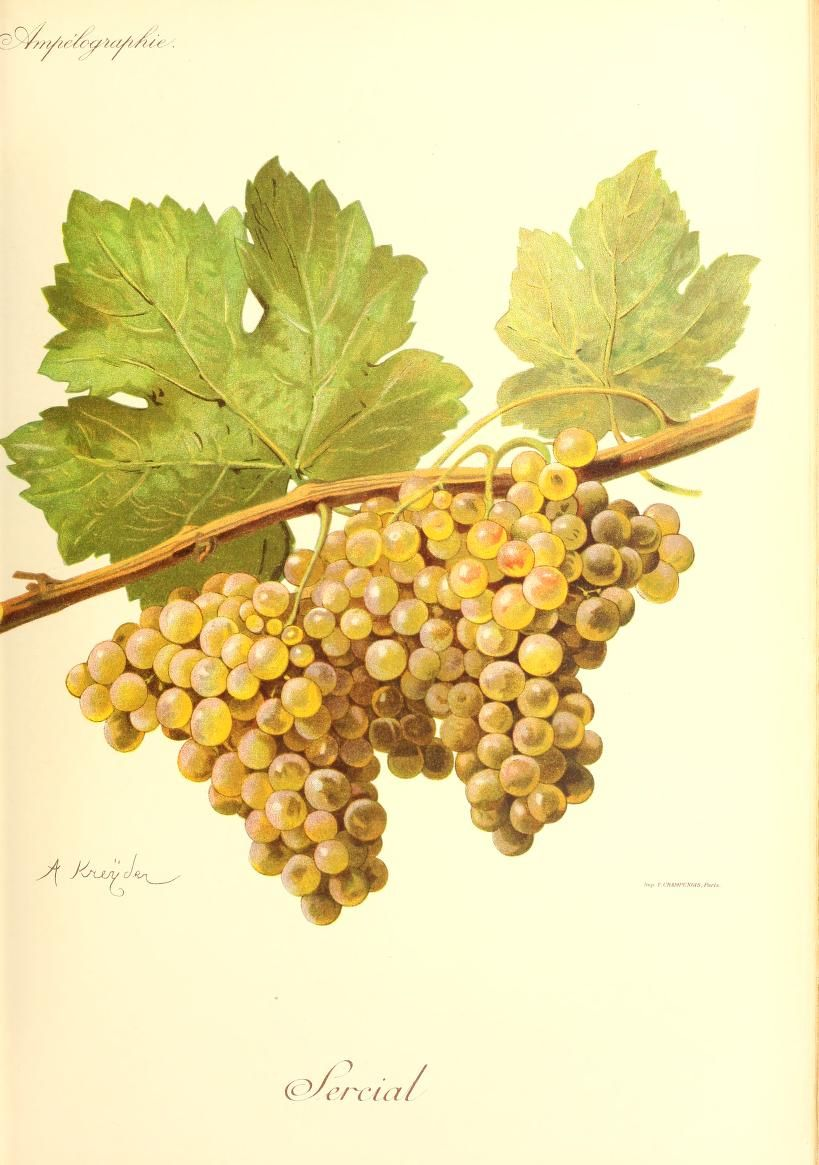
Racimos de sercial en la obra de Viala y Vermorel.

La sercial es una uva blanca cultivada en Portugal, sobre todo en la isla de Madeira. El nombre le fue dado por ser la variedad más seca de las cuatro variedades clásicas de Madeira usada para hacer vino fortificado.

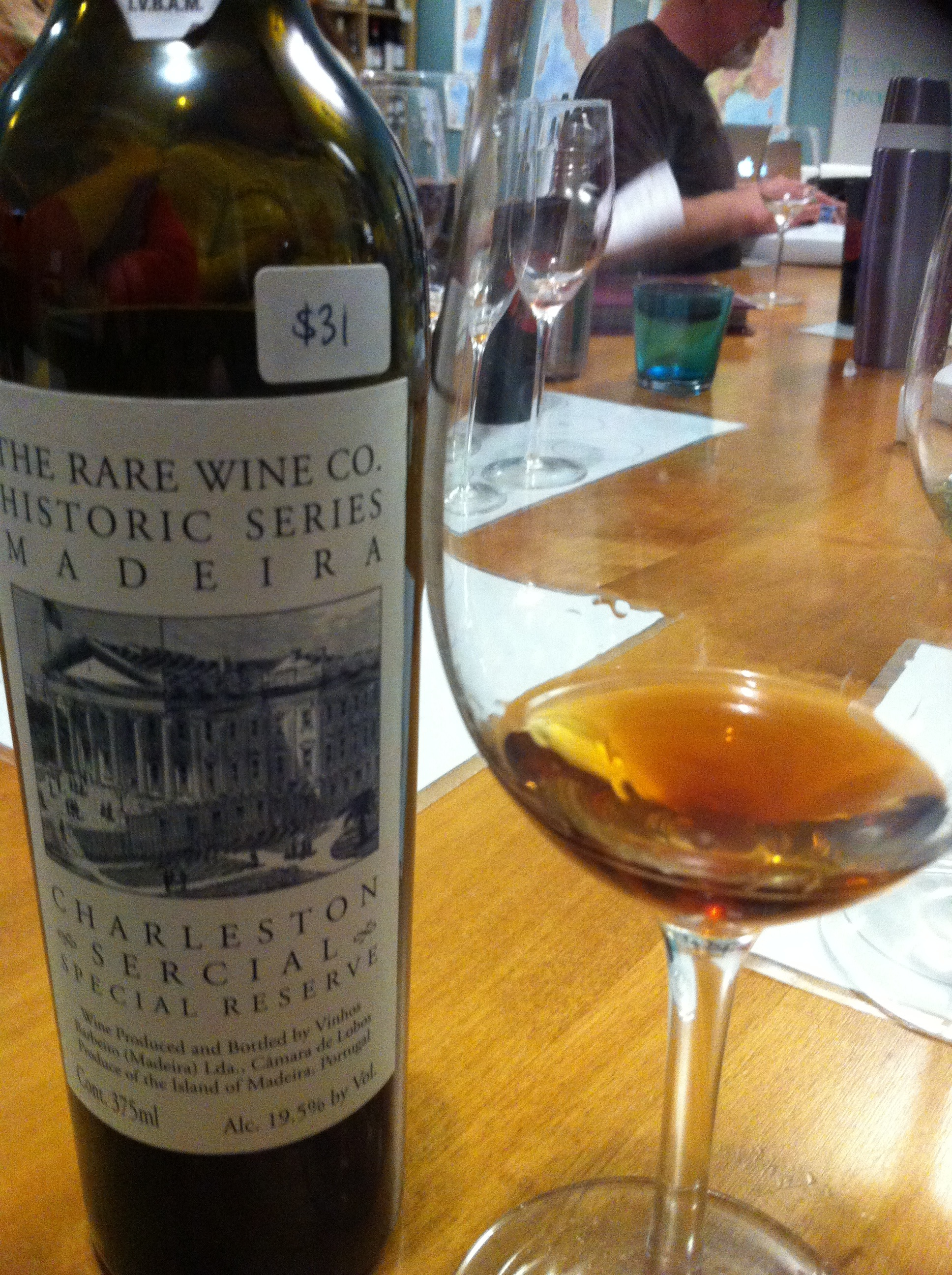
Vino de sercial de Madeira.

La uva se cultiva en pequeñas cantidades en el extremo sur de la isla. Después de la filoxera del siglo XIX, la uva se extendió más por el Portugal peninsular, donde se la conoce como esgana o como esgana cão. Su maduración tardía le permite conservar su acidez característica.
El término sercial fue asociado entre los anglosajones con el vino de Madeira en lugar de con la variedad de uva, pasando a definir al vino más ligero, más ácido y delicado de Madeira, de las uvas que tardan más en madurar. La Unión Europea ha regulado que los vinos etiquetados como "sercial" deben tener, al menos, un 85% de sercial.
Por razones que se desconocen, la uva de Gascuña ondenc recibió el nombre de sercial cuando fue plantada en Australia.

## Sinónimos
También es conocida como arintho, arinto, arinto dos acores, cachorrinho, cerceal, cerceal de jaes, esaninho, esgana, esgana cão, esgana de castelo de paiva,	esganacao bianco, esganinho, esganiso, esganosa	esganoso, esganoso de bucelas, esganoso de castelo de paiva, esganoso de penafiel, eskanoza, espadeiro loureiro, etrangle chien, madera, san mamede, sarcial, serceal, sercial de Madeira, sercial de Madere, sersial, uva cão y verdelho branco.